# Salacia solimoesensis
Salacia solimoesensis là một loài thực vật có hoa trong họ Dây gối. Loài này được A.C. Sm. miêu tả khoa học đầu tiên năm 1939.